# Siddi (Volk)

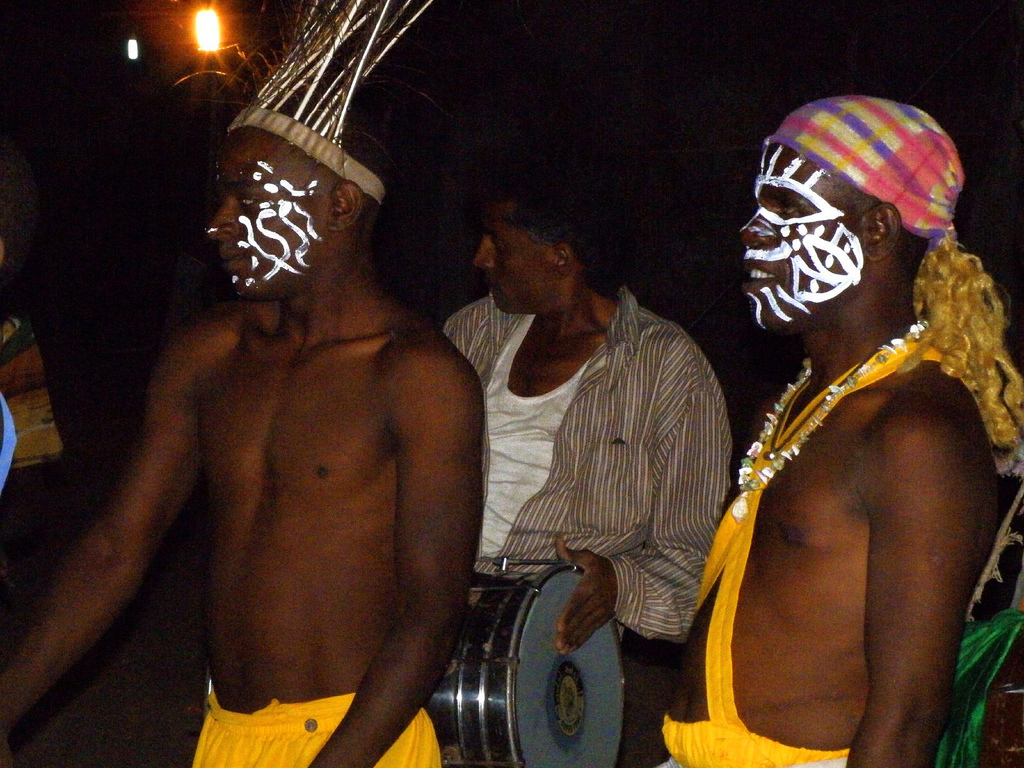
Siddi-Tänzer in Gujarat (2009)

Die Siddi (andere Schreibweisen: Sidi, Siddhi, Siddih, Sheedi; Hindi: सिदी, weibliche Form Sidiyani) sind eine ethnische Gruppe schwarzafrikanischer Abstammung in Indien und Pakistan. Sie leben hauptsächlich im indischen Bundesstaat Gujarat, daneben auch in Maharashtra und Karnataka und in Pakistan in den Provinzen Belutschistan und Sindh. Ihre Bevölkerungszahl wird für Indien auf 20.000 bis 30.000 geschätzt.

## Herkunft und Kultur
Die Ursprünge des Wortes Siddi sind unklar. Manche Forscher wie auch Siddi sind der Ansicht, dass es von der respektvollen westarabischen Anrede Sidi abgeleitet sei. Einer anderen Annahme zufolge nannten sich Siddi, die zum Islam konvertiert waren, Sayyadi (Nachkommen Mohammeds), wovon diese Bezeichnung stamme. Die alternative Bezeichnung Habshi oder Habashi leitet sich vom arabischen Wort für „Äthiopier“ ab, vgl. Habescha. In Pakistan ist auch die Bezeichnung Makrani gebräuchlich, die mit der Küste des Makran zusammenhängt. In jüngerer Zeit ist die Bezeichnung Afro-Inder aufgekommen.
Die meisten Siddi stammen von Sklaven ab, die seit dem Mittelalter von arabischen Händlern auf den indischen Subkontinent gebracht wurden. Einige ihrer Vorfahren dürften aber auch als freie Soldaten, Seefahrer oder Händler gekommen sein. Ihr Zustrom soll im 17. Jahrhundert am größten gewesen sein, als Araber sowie Portugiesen zahlreiche Sklaven nach Indien verkauften. Raja Rameshwar Rao I. von Wanaparthy richtete sich noch in der ersten Hälfte des 19. Jahrhunderts eine Leibwache und eine Kavallerieeinheit von aus Somalia und Abessinien importierten Siddi-Sklaven ein. Diese Regimenter wurden später als Leibgarde des Nizam übernommen.
Siddi wurden erstmals 1850 von Richard Francis Burton beschrieben. Er unterschied sie von den äthiopischen Habashi. Als ihre Herkunft gab er eine Reihe afrikanischer Stammesnamen an, die fast alle wie der ebenfalls erwähnte Hafen Lamu im heutigen Tansania, aber keiner in Äthiopien lokalisiert werden können. Die Siddi galten als gute und loyale Kämpfer und waren daher als Söldner begehrt, wurden aber auch als Hausdiener und Landarbeiter eingesetzt. Entflohene Siddi bildeten in Waldgebieten eigenständige Gemeinschaften. In Janjira und Jafarabad entstanden kleine Siddi-Königreiche.
Zu den Siddis gehörte auch ein Sklave des Sultans Ahmed Shah von Gujarat, Sidi Sayed, der im 16. Jahrhundert eine nach ihm benannte Moschee in Ahmedabad erbauen ließ, die heute wegen ihrer kunstvollen Jalis (steinerne Fenstergitter) berühmt ist.
Die Siddis sind heute weitgehend an die lokale Kultur angepasst. Die meisten sind Muslime, daneben gibt es Hindus und Christen unter ihnen. Sie sprechen die jeweiligen lokalen Sprachen. 
Deutliche Zeichen ihrer afrikanischen Herkunft sind in Tanz und Musik erhalten, ihr eigener Musikstil wird Goma genannt. Bei rituellen Tanzveranstaltungen führen die Siddis den fast mannshohen Musikbogen malunga mit sich. Dabei treten sie in Röcken und mit federgeschmücktem Kopfputz auf und spielen neben dem Musikbogen die kleine Trommel dhamal, die große Trommel madido, die der afrikanischen ngoma ähnliche Trommel mugarman, die Kokosnussrassel mai mishra (der Name einer weiblichen Schutzheiligen) und die Naturtrompete nafir (arabische Bezeichnung für ein Instrument, das funktionell der afrikanischen kakaki entspricht). Die Siddis in Karnataka spielen die Kesseltrommel ghumat, die ansonsten von den Katholiken in Goa verwendet wird. In Gujarat verehren die muslimischen Siddis drei Heilige afrikanischen Ursprungs mit Musik und Tänzen, die neben afrikanischen Trommeln auch von der kleinen indischen Kesseltrommel tasha begleitet werden. Die tasha treibt mit ihren gegen Ende der Aufführung immer schneller werdenden Schlägen den Tanz vorwärts.
Im Kastensystem ist ihr Status sehr niedrig, ihre Lebensumstände sind ärmlich. In Indien sind sie daher unter den Scheduled Tribes aufgelistet.